# 玄光 (朝鮮)
玄光（生卒年不詳），為約六世紀時的百濟高僧。《宋高僧傳》第18卷中載有以「陳新羅國玄光傳」為題的傳記。
依據《宋高僧傳》中出現的題名，亦有觀點認為玄光為約在南北朝陳代(557~589)時期活躍的新羅僧侶。 不過根據韓國古代佛教學者研究，可確定玄光應為百濟僧侶。
玄光出生於熊州（曾為百濟首都，今忠清南道公州市）後於陳代時至中國，師從南嶽大師慧思，即天台宗創始人天台智者大師智顗之師父，向其學習法華三昧後，回到熊州翁山建寺弘法，宣揚法華經，進而成為韓國法華宗祖師。

## 腳註
1. ↑  （中文） 송(宋) 찬녕(贊寧) (988년). 《송고승전(宋高僧傳)》 제18권 的存檔，存档日期2008-09-05., 대정신수대장경, T50 No. 2061. T50n2061_p0820c13(00) - T50n2061_p0821a04(02). 2011년 3월 23일에 확인:
2. ↑  （中文） "玄光"[], 《佛光大辭典(불광대사전)》. 3판. 2011년 3월 23일에 확인:
3. ↑  운허 & 동국역경원. "玄光(현광)" 的存檔，存档日期2016-03-06., 《불교 사전》. 2011년 3월 23일에 확인:
4. ↑  운허 & 동국역경원. "慧思(혜사)" 的存檔，存档日期2016-03-06., 《불교 사전》. 2011년 3월 23일에 확인.
5. ↑  운허 & 동국역경원. "南嶽(남악)" 的存檔，存档日期2016-03-06., 《불교 사전》. 2011년 3월 23일에 확인.